# Allà on viuen els monstres
|  | Per a altres significats, vegeu «Allà on viuen els monstres (pel·lícula)». |

Allà on viuen els monstres (títol original en anglès Where the Wild Things Are) és el nom d'un llibre il·lustrat infantil creat per l'autor estatunidenc Maurice Sendak, originalment publicat el 1963 per Harper & Row. El 2000, l'Editorial Kalandraka el va traduir i editar en català. El director Spike Jonze n'ha fet una versió cinematogràfica.